# Amerykańska partyzantka na Filipinach
Amerykańska partyzantka na Filipinach (ang. American Guerrilla in the Philippines) – amerykański film wojenny z 1950 roku w reż. Fritza Langa na podstawie powieści Iliffa Davida Richardsona pod tym samym tytułem. Obraz znany jest również pod tytułem I Shall Return.

## Opis fabuły
Filipiny, wiosna 1942 roku. Amerykański kuter torpedowy zostaje zniszczony przez japońskie lotnictwo. Ocalałym członkom załogi, a wśród nich dowódcy jednostki chor. Palmerowi udaje się dotrzeć na pobliską wyspę – Leyte. Kupują i zaopatrują łódź by dopłynąć do Australii, jednak po krótkim rejsie sztorm zatapia ich żaglówkę i ponownie wyrzuca na wyspę. Za namową miejscowego plantatora Martineza – męża pięknej Jeanne, której kiedyś pomógł Palmer – rozbitkowie postanawiają pozostać, ukryć się w górach i przetrwać japońską okupację w oczekiwaniu na powrót gen. MacArthura, który opuszczając Filipiny obiecał: "Ja wrócę!" (ang. "I shall return!"). Z czasem coraz lepiej zorganizowani i zaopatrywani z zewnątrz, przy masowym poparciu miejscowej ludności zaczynają zwalczać okupantów. W jednej z ostatnich scen filmu, gdy trwa krwawa potyczka z żołnierzami japońskimi, obietnica MacArthura zostaje spełniona – powraca jako wyzwoliciel na czele potężnej armii amerykańskiej.

## Główne role
- Tyrone Power – chor. Chuck Palmer
- Micheline Presle – Jeanne Martinez
- Juan Torena – Juan Martinez
- Tommy Cook – Miguel
- Robert Barrat – gen. Douglas MacArthur
- Jack Elam – lektor